# Pedaliodes plotina
Pedaliodes plotina är en fjärilsart som beskrevs av William Chapman Hewitson 1861. Pedaliodes plotina ingår i släktet Pedaliodes och familjen praktfjärilar. Inga underarter finns listade i Catalogue of Life.

## Bildgalleri

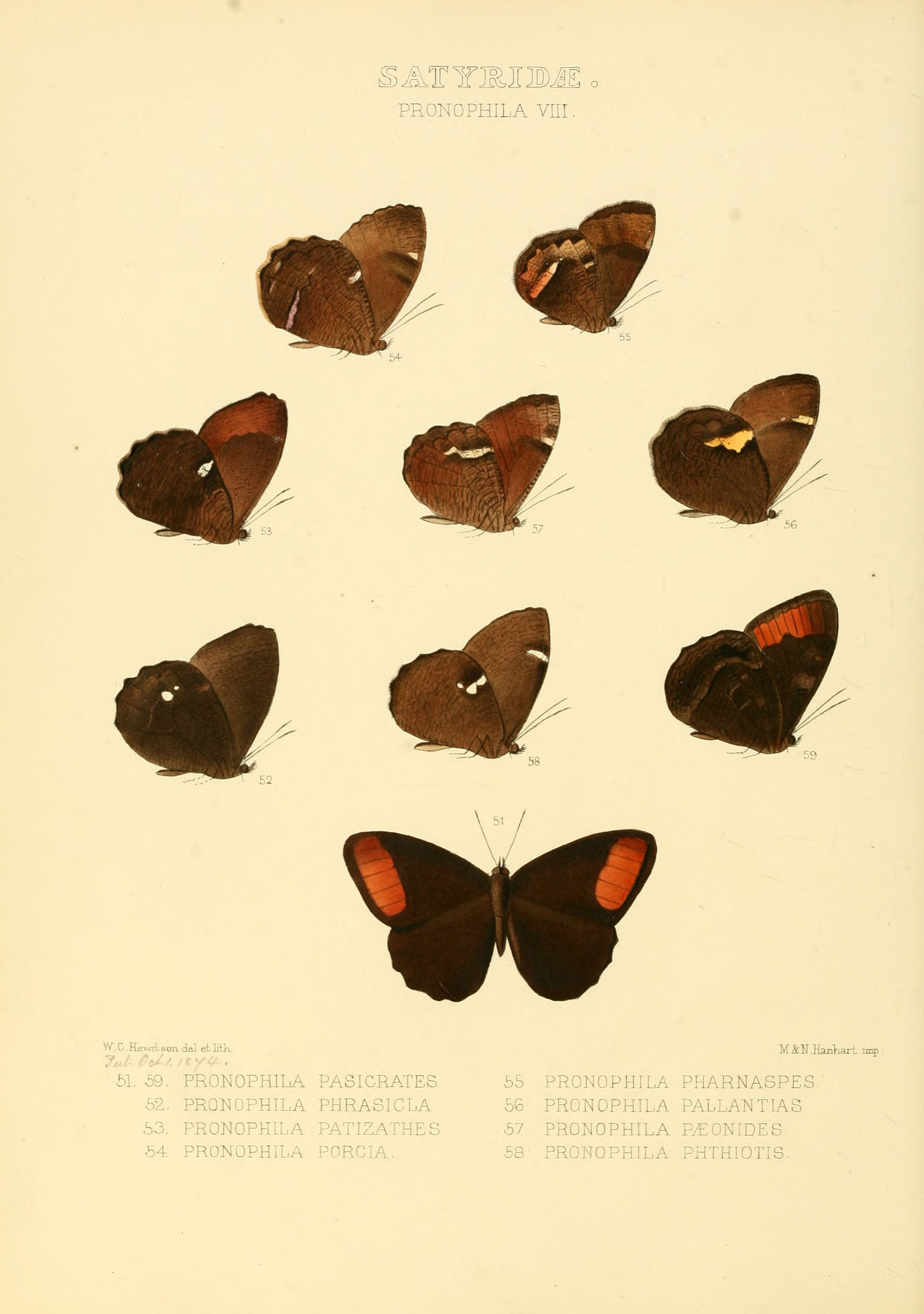